# Bill Duke
William Henry „Bill” Duke Jr. (Poughkeepsie, New York, 1943. február 26. –) amerikai színész, filmrendező, filmproducer és forgatókönyvíró.

## Élete és pályafutása
Színészként szerepelt Arnold Schwarzenegger oldalán a Kommandó (1985) és a Ragadozó (1987) című akciófilmekben. Egyéb filmjei közt található az Amerikai dzsigoló (1980), a Porsche-tolvajok (1987), a Palimadár (1990), a Veszélyes elemek (1993), a Visszavágó (1999), a Sebhelyek (2001), az X-Men: Az ellenállás vége (2006) és a Mandy – A bosszú kultusza (2018).
Filmrendezőként jegyzi többek között a Lövöldözés Harlemben (1991) című krimit (mellyel Arany Pálmára jelölték), valamint Az alvilág mélyén (1992) és az Apáca show 2. – Újra virul a fityula (1993) című filmeket. 
Televíziós rendezőként a Cagney és Lacey, a Zsarublues, a Miami Vice és az Alkonyzóna című sorozatokhoz is készített epizódokat.

## Filmográfia

### Filmrendező
| Év   | Magyar cím                           | Eredeti cím                     | Feladatkör | Feladatkör |
| Év   | Magyar cím                           | Eredeti cím                     | Rendező    | Producer   |
| ---- | ------------------------------------ | ------------------------------- | ---------- | ---------- |
| 1991 | Lövöldözés Harlemben                 | A Rage in Harlem                | Igen       | Nem        |
| 1992 | Az alvilág mélyén                    | Deep Cover                      | Igen       | Nem        |
| 1993 | Özvegyek klubja                      | The Cemetery Club               | Igen       | Nem        |
| 1993 | Apáca show 2. – Újra virul a fityula | Sister Act 2: Back in the Habit | Igen       | Nem        |
| 1996 | Amerika                              | America's Dream                 | Igen       | Nem        |
| 1997 | Gengszter                            | Hoodlum                         | Igen       | Vezető     |
| 2007 | Kettős élet                          | Cover                           | Igen       | Igen       |
| 2009 | Meddig köt az eskü?                  | Not Easily Broken               | Igen       | Igen       |
| 2011 |                                      | Dark Girls                      | Igen       | Igen       |
| 2017 |                                      | Created Equal                   | Igen       | Nem        |

### Színész
| Év   | Magyar cím                           | Eredeti cím                            | Szerep                                      | Magyar hang     |
| ---- | ------------------------------------ | -------------------------------------- | ------------------------------------------- | --------------- |
| 1976 | Retkes verdák rémei                  | Car Wash                               | Duane                                       |                 |
| 1980 | Amerikai dzsigoló                    | American Gigolo                        | Leon James                                  | Gesztesi Károly |
| 1985 | Kommandó                             | Commando                               | Cooke                                       | Dózsa László    |
| 1985 | Kommandó                             | Commando                               | Cooke                                       | Pálfai Péter    |
| 1987 | Ragadozó                             | Predator                               | Mac Eliot őrmester                          | Koroknay Géza   |
| 1987 | Porsche-tolvajok                     | No Man's Land                          | Malcolm                                     | Barbinek Péter  |
| 1988 | Jackson, a vadállat                  | Action Jackson                         | Earl Armbruster százados                    | Kránitz Lajos   |
| 1988 | Jackson, a vadállat                  | Action Jackson                         | Earl Armbruster százados                    | Uri István      |
| 1989 | A halál utcája                       | Street of No Return                    | Borel hadnagy                               |                 |
| 1990 | Palimadár                            | Bird on a Wire                         | Albert "Diggs" Diggins FBI-ügynök           | Láng József     |
| 1990 | Palimadár                            | Bird on a Wire                         | Albert "Diggs" Diggins FBI-ügynök           | Törköly Levente |
| 1993 | Veszélyes elemek                     | Menace II Society                      | nyomozó                                     |                 |
| 1993 | Apáca show 2. – Újra virul a fityula | Sister Act 2: Back in the Habit        | Mr. Johnson                                 |                 |
| 1998 | Susan terve                          | Susan's Plan                           | Scott nyomozó                               | Hankó Attila    |
| 1998 | Susan terve                          | Susan's Plan                           | Scott nyomozó                               | Dobos Imre      |
| 1999 | Visszavágó                           | Payback                                | Hicks nyomozó                               | Hankó Attila    |
| 1999 |                                      | Foolish                                | stúdió producere                            |                 |
| 1999 | Amerikai vérbosszú                   | The Limey                              | vezető DEA ügynök (stáblistán nem szerepel) |                 |
| 1999 |                                      | Fever                                  | Glass nyomozó                               |                 |
| 2001 |                                      | Never Again                            | Earl                                        |                 |
| 2001 | Sebhelyek                            | Exit Wounds                            | Hinges rendőrfőnök                          | Papp János      |
| 2002 | Bűnözésben profi                     | Love and a Bullet                      | rejtélyes hang a telefonban                 |                 |
| 2002 | A vörös sárkány                      | Red Dragon                             | rendőrfőnök                                 | Szinovál Gyula  |
| 2003 | Nemzetbiztonság Bt.                  | National Security                      | Washington hadnagy                          | Barbinek Péter  |
| 2005 | Pénzed vagy életed                   | Get Rich or Die Tryin'                 | Levar Cahill                                | Gruber Hugó     |
| 2006 | X-Men: Az ellenállás vége            | X-Men: The Last Stand                  | Bolivar Trask                               | Bodrogi Attila  |
| 2006 |                                      | Yellow                                 | Miles Emory                                 |                 |
| 2007 |                                      | The Go-Getter                          | Liquor                                      |                 |
| 2010 | Szív/rablók (Henry bűne)             | Henry's Crime                          | Frank                                       | Papp János      |
| 2010 | Brilliáns meló                       | The Big Bang                           | dobos                                       |                 |
| 2012 |                                      | Freaky Deaky                           | Wendell Robinson                            |                 |
| 2014 | Bűnös Louisiana                      | Bad Country                            | John Nokes                                  | Papp János      |
| 2014 |                                      | Clipped Wings, They Do Fly             | Adam Stevenson kerületi ügyész              |                 |
| 2016 |                                      | Restored Me                            | Brantley rendőr                             |                 |
| 2017 |                                      | American Satan                         | Gabriel                                     |                 |
| 2018 | Mandy – A bosszú kultusza            | Mandy                                  | Caruthers                                   | Várday Zoltán   |
| 2019 | Szárnyaló madár                      | High Flying Bird                       | Spence                                      |                 |
| 2019 | Mélypont                             | Hollow Point                           | James                                       |                 |
| 2021 | Semmi hirtelen mozdulat              | No Sudden Move                         | Aldrick Watkins                             |                 |
| 2021 |                                      | The Vandal (rövidfilm)                 | Harold                                      |                 |
| 2022 |                                      | In Search of Tomorrow (dokumentumfilm) | önmaga                                      |                 |

### Televízió
| Év        | Magyar cím                               | Eredeti cím                              | Szerep                | Megjegyzések                             |
| --------- | ---------------------------------------- | ---------------------------------------- | --------------------- | ---------------------------------------- |
| 1972–1975 |                                          | ABC Afterschool Specials                 | Mr. Sands             | 2 epizód                                 |
| 1976      | Kojak                                    | Kojak                                    | Sylk                  | 1 epizód                                 |
| 1978      | Starsky és Hutch                         | Starsky & Hutch                          | Dryden rendőr         | 1 epizód                                 |
| 1978      | Charlie angyalai                         | Charlie's Angels                         | David Pearl           | 1 epizód                                 |
| 1980–1981 |                                          | Palmerstown, U.S.A.                      | Luther Freeman        | 17 epizód                                |
| 1986      | Dallas: Ahogy kezdődött                  | Dallas: The Early Years                  | Seth Foster           | - tévéfilm - magyar hangja: - Papp János |
| 1998      | Hétköznapi hős                           | Always Outnumbered                       | Blackbird Wills       | tévéfilm                                 |
| 2000      |                                          | The Golden Spiders: A Nero Wolfe Mystery | rendező               | tévéfilm                                 |
| 2002      | Az igazság ligája                        | Justice League                           | nyomozó (hangja)      | 1 epizód                                 |
| 2002–2003 | Fastlane – Halálos iramban               | Fastlane                                 | Bob Parish százados   | 5 epizód                                 |
| 2003–2004 | Karen Sisco – Mint a kámfor              | Karen Sisco                              | Amos Andrews          | 10 epizód                                |
| 2006      | Csillagközi romboló                      | Battlestar Galactica                     | Phelan                | 1 epizód                                 |
| 2006      | Lost – Eltűntek                          | Lost                                     | Harris börtönigazgató | 1 epizód                                 |
| 2007      | A kertvárosi gettó                       | The Boondocks                            | nyomozó (hangja)      | 1 epizód                                 |
| 2008      | Döglött akták                            | Cold Case                                | Grover Boone          | 1 epizód                                 |
| 2008      | Elsőszámú ellenségem                     | My Own Worst Enemy                       | Serge Khabako         | 1 epizód                                 |
| 2011      | Bajkeresők                               | Chaos                                    | Margolis tábornok     | 1 epizód                                 |
| 2013      | Fenevadak                                | Battledogs                               | Donald Sheridan elnök | tévéfilm                                 |
| 2016      | Esküdt ellenségek: Különleges ügyosztály | Law & Order: Special Victims Unit        | Ed Pastrino           | 2 epizód                                 |
| 2018–2021 | Fekete Villám                            | Black Lightning                          | Percy Odell ügynök    | visszatérő szereplő                      |
| 2020      |                                          | Ghost Tape                               | Byron Dixon           | főszereplő                               |
| 2021      |                                          | The Oval                                 | Curtis                | 2 epizód                                 |
| 2022      | Gaslit – A Watergate-botrány             | Gaslit                                   | Charles Anderson      | 1 epizód                                 |

## Fordítás
- Ez a szócikk részben vagy egészben  a   Bill Duke című angol Wikipédia-szócikk ezen változatának fordításán alapul.  Az eredeti cikk szerkesztőit annak laptörténete sorolja fel. Ez a jelzés csupán a megfogalmazás eredetét és a szerzői jogokat jelzi, nem szolgál a cikkben szereplő információk forrásmegjelöléseként.